# Сёстры Милосердия из Миядзаки
Сёстры Милосердия из Миядзаки (яп. 宮崎カリタス修道女会 Миядзаки Каритасу Сю:до:дзёкай, англ. Caritas Sisters of Miyazaki, CSM) — католическая монашеская конгрегация понтификального права, основанная 15 августа 1937 года священниками Антонио Каволи (SDB) и Винченцо Чиматти (SDB) в городе Миядзаки, Япония. Конгрегация входит в состав Салезианской семьи.
Покровителями являются св. Иоанн Боско, Дева Мария Помощница Христиан, св. Иосиф, св. Винцент де Поль.

## История
Конференция (группа) «Сестер Милосердия», учреждённая в 1928 году отцом-салезианцем Антонио Каволи, вместе с влившейся в неё частью «Конференции св. Винцента», занималась «Садом Милосердия» — приютом для стариков и сирот в Миядзаки. По совету дона Винченцо Чиматти, группу преобразуют в Конгрегацию 15 августа 1937 года.
8 августа 1939 года дон Винченцо Чиматти, апостольский префект Миядзаки, канонически учреждает Конгрегацию епархиального права.
В 1939 году уже существуют первые монахини, принёсшие обеты.
Во время Второй мировой войны конгрегация переживает, как и вся Япония, кризис и бедность. По окончании войны, конгрегация открывает свои филиалы в Корее, Латинской Америке и в Европе, продолжая заниматься сиротами и стариками.
В 1948 году одобрен первый Устав; последний, обновлённый по правилам Салезианской семьи, был утверждён в сентябре 1985 года.
С 24 января 1986 года Конгрегация становится членом Салезианской семьи.
В январе 1998 года Конгрегация становится Конгрегацией Папского права.

## Настоящее время
По данным на 2008 год, конгрегация насчитывает более 1000 монахинь (приблизительно 500 сестёр из Японии, 500 из Кореи и других стран мира), которые работают в 11 странах.

## Миссия
Цель существования конгрегации — забота о больных и страждущих, сиротах, воспитание и образование детей, забота о нуждающихся семьях и пожилых людях, евангелизация.
Девиз конгрегации — «Блаженны милостивые» (Мф 5,7) и «Идите, научите все народы» (Мф 28,19)

## Конгрегация и Салезианская семья
Так как Сёстры Милосердия являются членами Салезианской семьи, то генеральный настоятель главной конгрегации в этой семье — конгрегации Салезианцев — является её вдохновителем и центром единства.
Конгрегация проводит миссию Дона Боско в Церкви с учётом времени и места деятельности.
Институт активно сотрудничает с другими группами Салезианской семьи, в особенности с Салезианскими сотрудниками.

## Организация
В Конгрегацию принимают после периода ознакомления по окончании 2-х лет новициата, через прохождения традиционного обряда инициации.